# 迪爾斯伯勒 (印地安納州)
迪爾斯伯勒（英語：Dillsboro）是一個位於美國印地安納州迪爾伯恩縣的城鎮。

## 地理
迪爾斯伯勒的座標為39°01′02″N 85°03′34″W / 39.01722°N 85.05944°W，而該地的平均海拔高度為265米（即869英尺）。

## 人口
根據2010年美國人口普查的數據，迪爾斯伯勒的面積為3.46平方千米，當中陸地面積為3.46平方千米，而水域面積為0.00平方千米。當地共有人口1,327人，而人口密度為每平方千米384人。